# Iredell (Teksas)
Iredell – miasto w Stanach Zjednoczonych, w stanie Teksas, w hrabstwie Bosque.